# Manfred Bock

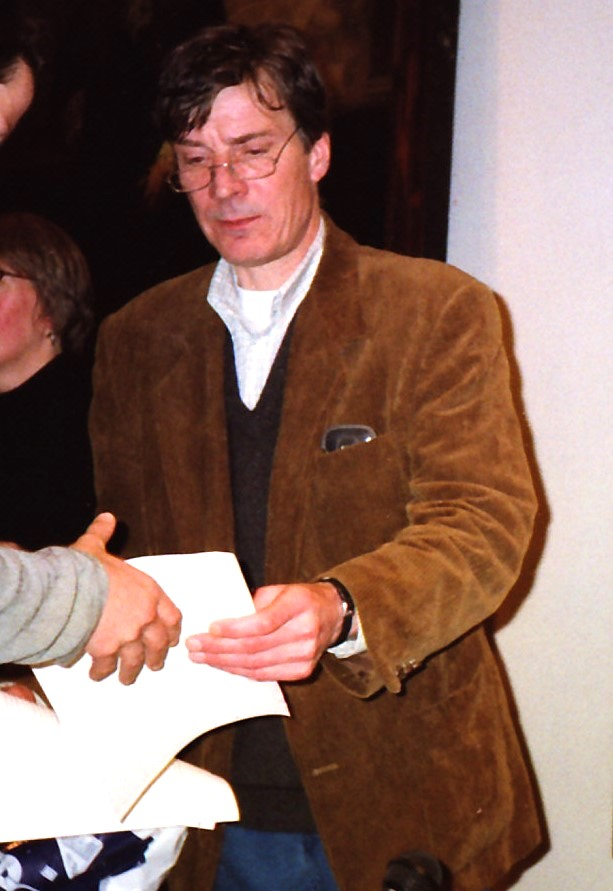
Manfred Bock 1998

Manfred Bock (Mentin 1943 – Amsterdam 2017) was van 1986 tot 2006 hoogleraar architectuurgeschiedenis aan de Universiteit van Amsterdam. Hij was sterk geïnteresseerd in de moderne Nederlandse architectuur en promoveerde in 1980 op het werk van H. P. Berlage. Hij introduceerde in de architectuurgeschiedenis een breder onderzoek met een gedegen kunsthistorische onderbouwing, waarbij de architectuur werd beschreven als onderdeel van de culturele, sociale, economische en politieke omstandigheden. 

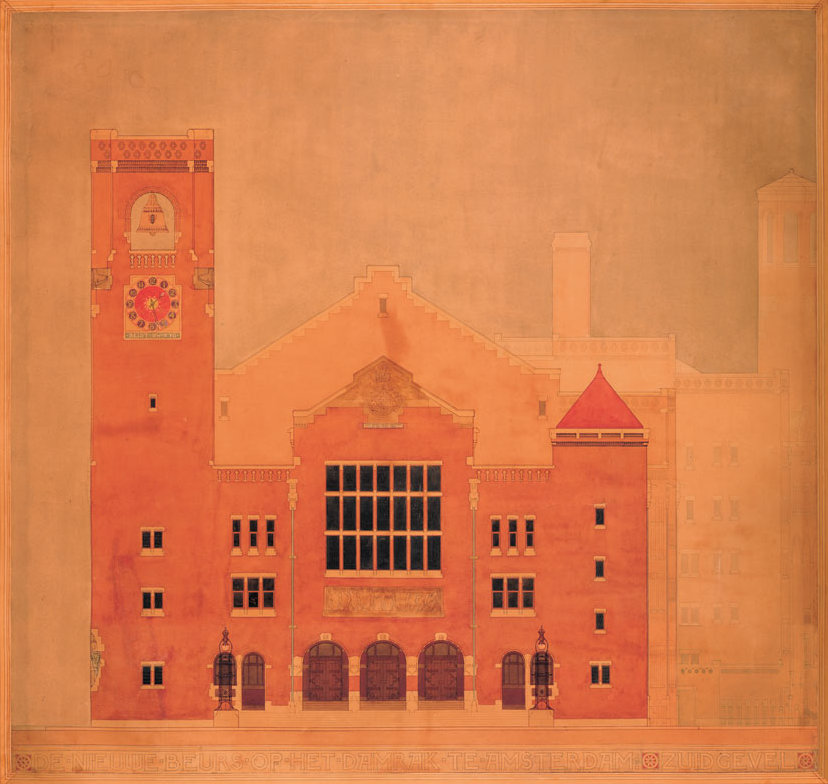
Beurs van Berlage, Amsterdam, ontwerp

## Jeugd en studietijd
Manfred Bock werd in 1943 geboren in Mentin, onderdeel van Ruhner Berge, een provincieplaats halverwege Hamburg en Berlijn. Hij haalde in 1964 zijn gymnasiumdiploma in Hamburg en studeerde daarna Duitse taal- en letterkunde, kunst- en architectuurgeschiedenis en theaterwetenschappen in Hamburg, Wenen en West-Berlijn. Hij voelde zich aangetrokken tot de moderne Nederlandse architectuur en met name tot het werk van H.P. Berlage. Een stipendium van de Duitse academische uitwisselingsdienst maakte het hem mogelijk in het studiejaar 1972/73 onderzoek te doen in Amsterdam. Daar waren alle relevante bronnen voor zijn proefschrift beschikbaar in het Nederlands Documentatiecentrum voor de Bouwkunst (NDB) aan de Droogbak in het Rijksadministratiegebouw. Voor de volgende twee jaar kreeg hij financiële ondersteuning op basis van een Duitse wet ter ondersteuning van promovendi (Graduiertenförderungsgesetz).

## Tentoonstellingen
Vanaf 1975 was hij freelance onderzoeker bij het Nederlands Documentatiecentrum voor de Bouwkunst (NDB), waar men o.a. bezig was met het oprichten van het Architectuurmuseum. In dat jaar werden er in drie Nederlandse musea architectuurtentoonstellingen gehouden. In het architectuurmuseum in oprichting, voorlopig in het NDB-gebouw, werd een vierde tentoonstelling ingericht. Deze was gewijd aan Architectura, het tijdschrift van het genootschap Architectura et Amicitia in de periode 1893-1918.
In 1977 leverde hij een bijdrage aan de catalogus Vom Monument zur Stadtplanung. Das Neue Bauen bij de grote tentoonstelling Tendenzen der Zwanziger Jahre in Berlijn. Daaruit bleek dat hij een verwantschap zag tussen het stedenbouwkundige werk van Berlage en Cornelis van Eesteren. Hij was in 1979 lid van het comité dat de tentoonstelling in Rome over de Nederlandse woningbouw tussen 1870 en 1940 begeleidde.

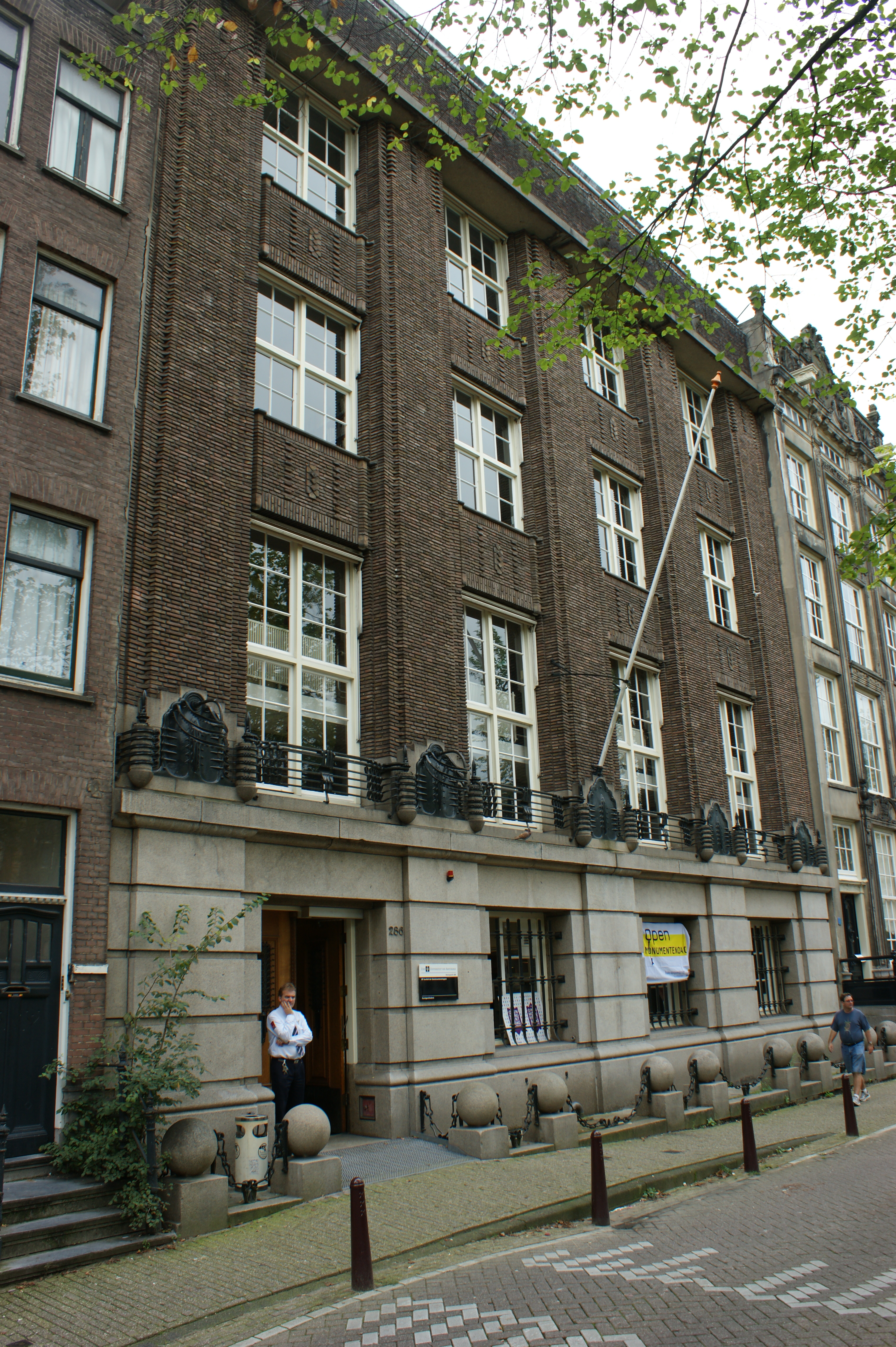
HKI Amsterdam, Herengracht 286

## Promotie
Hij voltooide zijn proefschrift in 1980 over het werk van Berlage onder de titel Anfänger einer neuen Architectuur: Berlages Beitrag zur architectonische Kultur der Niederlande im ausgehenden 19. Jahrhundert. Zijn promotor was professor Tilmann Buddensieg en hij promoveerde magna cum laude aan de Freie Universität in Berlijn. In datzelfde jaar werd hij wetenschappelijk medewerker aan het Kunsthistorisch Instituut (KHI) van de Universiteit van Amsterdam (UvA). In 1983 werd zijn proefschrift in boekvorm uitgegeven. Hij droeg het boek op aan zijn moeder Bibiena Bock en bedankte zijn partner Mabel Hoogendonk voor haar liefdevolle solidariteit en begrip.
De Vereniging van Nederlandse Kunsthistorici kende hem in 1984 voor zijn boek de Karel van Manderprijs toe. De jury roemde zijn gedegen bronnenonderzoek en zijn geslaagde bijstellingen van het beeld van Berlage en noemde het een verdienste dat hij Berlage en zijn werk plaatste in de politieke, culturele en technische context van zijn tijd.

## Hoogleraar
In 1986 werd Manfred Bock benoemd tot hoogleraar. Hij introduceerde in zijn wetenschappelijk werk het brede verband van het ‘bouwen’ (Baukultur) waarin de architectuur als kunst en als kennisveld wordt beschreven in haar culturele, sociale, economische en politieke verhoudingen tot de samenleving.
Hij had in 1977 zijn opvatting over het werk van Van Eesteren al beschreven en als hoogleraar begon hij een project voor drie (oorspronkelijk vier) monumentale publicaties over het werk van Van Eesteren. Twee daarvan verschenen als proefschrift (1993 en 1994), het derde deel schreef hij samen met anderen in 2001.
Op de plannen van het Amsterdamse stadsbestuur met het leeggekomen oude stadhuis aan de Oudezijds Achterburgwal reageerde Manfred in 1987 met een artikel waarin hij de bestuurders verweet dat ze geen begrip, laat staan waardering hadden voor de historische betekenis en architectonische kwaliteiten van het gebouwencomplex en dan met name de toevoegingen in de 20e eeuw. Hij bracht die betekenis onder woorden en noemde die vergelijkbaar met de Beurs, het Rijksmuseum en het paleis op de Dam. Hij verwees o.a. naar de periode van de Amsterdamse School, toen Amsterdam de enige stad was waarin de tegenstelling tussen overheid en kunst overwonnen was. Hij hoopte op een terugkeer van die situatie.
Toen het Zuid van Berlage begon te verloederen door toenemende parkeerdruk en het niet op peil houden van de groenvoorzieningen werd er door een aantal kunsthistorici waaronder Manfred Bock in 1988 een commissie Berlage gevormd, die met plannen kwam om het tij te keren.
Hij was betrokken bij de herdruk van het architectuurtijdschrift De 8 en Opbouw in vijf gebonden delen en redigeerde een zesde deel met een nawoord, bijlagen en registers. Het was het enige avantgarde-tijdschrift dat de ontwikkelingen van het Nieuwe Bouwen in de jaren dertig op de voet volgde en kritisch begeleide.

## Monumentenzorg
Op de gezamenlijke nieuwjaarsreceptie van 1988 van de Amsterdamse raden voor de stedenbouw en de monumentenzorg noemde Manfred het Amsterdamse monumentenbeleid versnipperd. Besluiten over herbestemmingen van monumenten worden genomen zonder kennis van de historische betekenis met als enig criterium een sluitende exploitatie. Later die maand werd hij daar uitgebreid over geïnterviewd. Er was inmiddels sprake van een heuse twist tussen Manfred en de verantwoordelijke wethouder.

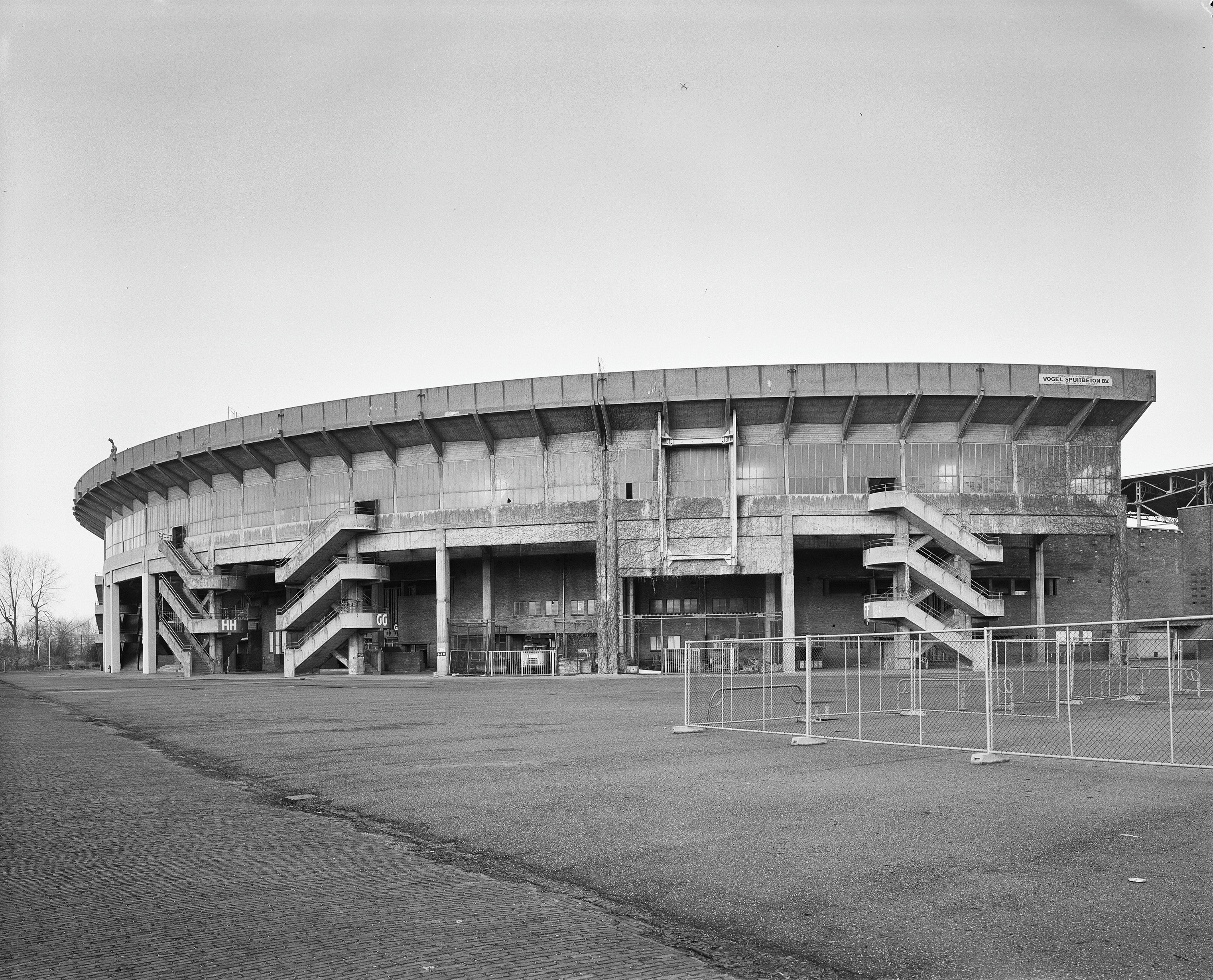
De in 1937 toegevoegde en in 1998 verwijderde uitbreiding aan de korte zijden.

Manfred Bock was altijd bereid om zich in te zetten voor het behoud van bijzondere gebouwen. Met dat doel zat hij in de Amsterdamse Raad van de Monumentenzorg en hij schreef in 1997 een waardestelling voor het behoud van de Amsterdamse Comeniusschool aan de Marnixstraat, die ook bekend stond als de Meisjesschool. De gemeente had al ingestemd met de bouw van een woningcomplex, waarvoor het uit 1876 daterende schoolgebouw moest worden gesloopt. Het gebouw kreeg alsnog de status gemeentelijk monument.
Hij hielp vanaf 1992 mee om het Olympisch Stadion op de monumentenlijst geplaatst te krijgen. De gemeente Amsterdam had in 1987 woningbouwplannen gemaakt, waarvoor het Stadion moest worden gesloopt. De Rijksdienst van Monumentenzorg kreeg van Manfred Bock een belangrijk argument aangereikt. In 1937 werd het Stadion uitgebreid met een tweede ring zitplaatsen en daarvoor werd er een met het Stadion sterk contrasterende betonconstructie gemaakt. Dat was volgens Manfred een bewijs dat een gebouw van de Amsterdamse School kon fuseren met een nieuwe constructie die voortkwam uit belangrijke internationale ontwikkelingen en daarom was het een belangrijk monument. In 1996 lag er een gefinancierd reddingsplan met als doel te renoveren naar het oorspronkelijk ontwerp. De tweede ring met de betonconstructie werd weggehaald.
Manfred hanteerde strikt zijn eigen normen om te bepalen of gebouwen het waard waren om behouden te blijven. Het gebouwencomplex Nicolaas Witsenkade 39A-45A uit 1871, ontworpen door de Antwerpse architect Jean Servais, werd door het Cuypersgenootschap voorgedragen als rijksmonument. Dit complex maakte deel uit van het samenhangende stedenbouwkundige en architectonische beeld, dat Samuel Sarphati rond zijn Paleis voor Volksvlijt voor ogen stond. In zijn waardestelling oordeelde Manfred dat er te veel essentiële onderdelen verminkt of verloren waren gegaan om als rijksmonument te gelden. Een plaats op de Amsterdamse monumentenlijst vond hij wel reëel en daarvoor zette hij zich persoonlijk in.

## Emeritaat

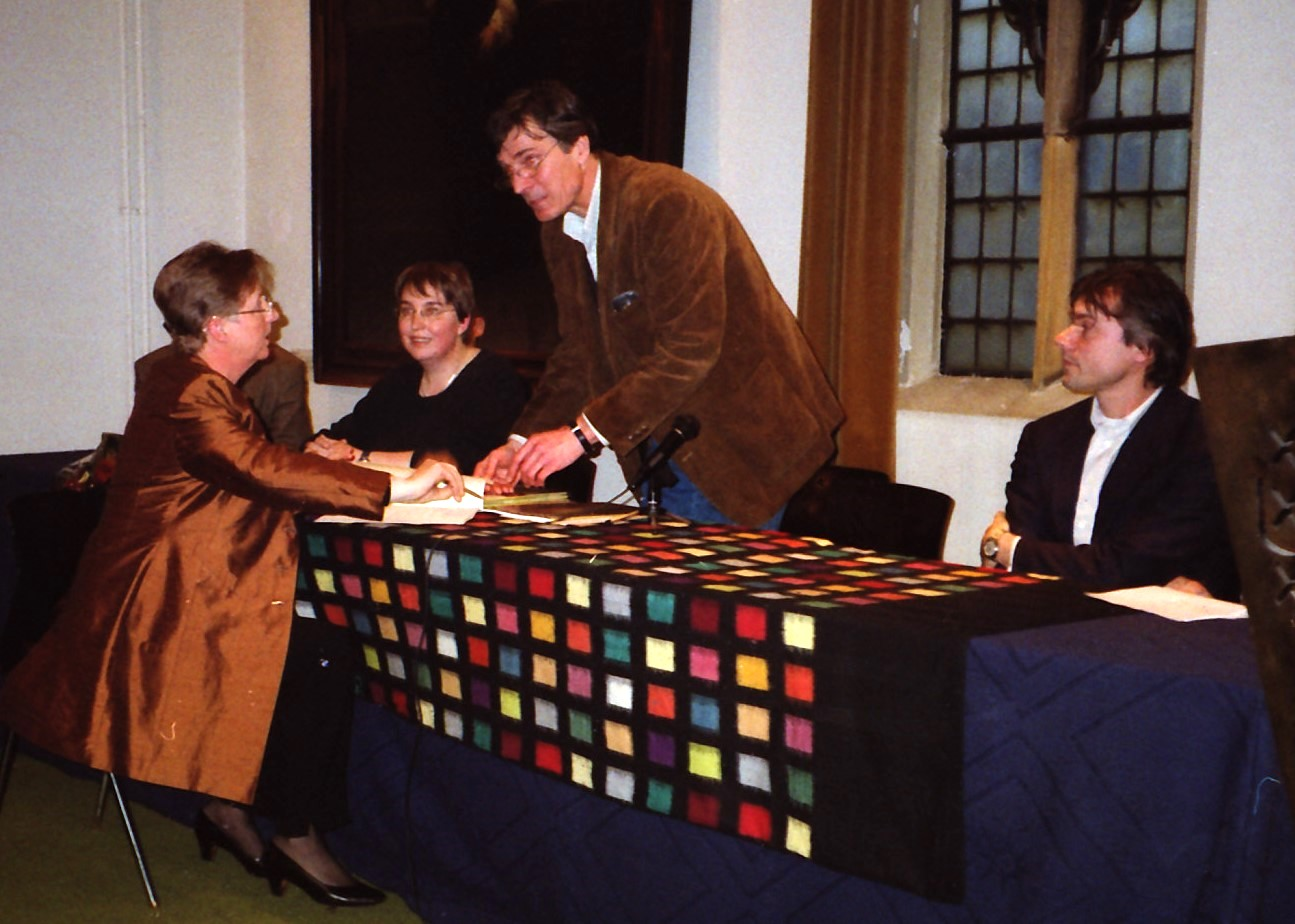
Manfred Bock reikt bul uit, 1998

Manfred Bock ging met emeritaat in 2006. Hij bleef lezingen houden en deelnemen aan discussies.

In 2013 verscheen het Liber amicorum Manfred Bock. Daarin werd zijn grote kennis van de moderne, Nederlandse bouwkunst geprezen door collega’s en door promovendi die hij had begeleid. Er werd speciaal gewezen op het feit dat hij in zijn studies zich niet beperkte tot het gebied van de architectuurgeschiedenis alleen, maar alle mogelijke bronnen erbij betrok. Daarnaast bekeek en analyseerde hij altijd grondig gebouwen, steden en landschappen zodat hij zijn verzamelde informatie kon combineren en zo begrijpen hoe het zat.
Hij overleed op 18 februari 2017.
Hij werd herdacht als een kundige en kritische architectuurhistoricus, die hoge eisen stelde aan zichzelf en aan anderen. In de omgang gold hij als stroef en afstandelijk, maar hij was ook enigszins verlegen. Studenten kregen zonder omwegen kritiek op het ingediende werk, maar daarna hielp hij hen wel verder. Degenen die begrepen dat je juist daarom veel van hem kon leren, wilden graag bij hem afstuderen of promoveren. Dat gaf hemzelf ook voldoening. Een afgestudeerde student die zijn belangrijke boek over Berlage had aangeschaft vroeg hem of hij daar voorin iets wilde schrijven. Hij schreef: Voor ....., een van de studenten die het onderwijzersleven het leven waard heeft gemaakt.

## Publicaties
Als een werk samen met anderen tot stand is gekomen staan die er achter vermeld.
- Architectura 1893-1918.(Amsterdam 1975, met Kees Broos en Pieter Singelenberg)
- H.P. Berlage, bouwmeester 1856-1934 (tentoonstelling Haags Gemeentemuseum) (1975, met Pieter Singelenberg en Kees Broos)
- Nederlandse architectuur, 1856-1934: Berlage (1975, Stedelijk Museum Amsterdam, met A.L.L.M. Asselbergs, Pieter Singelenberg en Kees Broos)
- De Stijl, 1917-1931, visions of Utopia (1982, met Mildred S. Friedman)
- Het nieuwe bouwen, voorgeschiedenis (1982)
- Anfänge einer neuen Architektur: Berlages Beitrag zur architektonischen Kultur der Niederlande im ausgehenden 19. Jahrhundert (’s Gravenhage/Wiesbaden 1983)
- Van het Nieuwe Bouwen naar een Nieuwe Architectuur: Groep ’32: ontwerpen, gebouwen, stedebouwkundige plannen 1925-1945 (1983)
- Architect J.P. Kloos (1905): de ethiek van de constructie (1986, met J.P. Kloos en Kees Somer)
- Die Neuregelung des Zugangs zum Revisionsgericht im arbeitsgerichtlichen Urteilsverfahren durch die Arbeitsgerichtgesetznovelle 1979 (1984)
- Cuypers-Berlage-De Stijl, twee ruimte-concepties, Forum 30 (1986), p. 98-109
- H.P. Berlage en Amsterdam, gids langs 54 architectuurprojecten (1987, met Jet Collee)
- Berlage in Amsterdam (1987)
- Brochure Huis van Zessen, Alblasserdam (Utrecht 1990)
- De vervolgjaren van De Stijl (1994, met Carel Blotkamp
- Cornelis van Eesteren, architect-urbanist (1994, met Cornelis van Eesteren)
- De inrichting van de beurs van Berlage: geschiedenis en behoud (1995)
- Michel de Klerk, Bouwmeester en tekenaar van de Amsterdamse school 1884-1923 (1997, met Sigrid Johanisse en Vladimir Stissi
- Wiel Arets, architect (1998)
- Bouwkunst, stijl, stedebouw, van Eesteren en de avant-garde (2001, met Vincent van Rossem en Kees Somer)